# Pleasant Hill (Tennessee)
Pleasant Hill è un comune degli Stati Uniti d'America, situato nello Stato del Tennessee, nella Contea di Cumberland.